# 若林弘紀
若林 弘紀（わかばやし ひろき、1972年7月16日 - ）は、日本のアイスホッケーコーチ。20年以上のコーチング経験があり、USAホッケーレベル5という最高位のコーチライセンスを持ち、 USA Hockeyのゴールテンディング コーチライセンスの最高位ゴールドクラス最初の10人である。
現在はアリゾナ・カチーナス・ゴールテンディングディレクター を務めており、世界中で場所を問わず、ホッケー/ゴールテンディングのキャンプ、クリニック、プライベートレッスン、ビデオ分析、コンサルティング を提供するWorld Hockey Lab, LLCの創設者でもある。

## 経歴
『アイスホッケー・マガジン』（ベースボール・マガジン社）に長年技術講座を連載していたことで知られており、大阪国体チームの指導も長年手がけ、平成10年丹頂国体において大阪アイスホッケー史上初の成年の部優勝にも大きく貢献した若林三記夫の次男として生まれ、11歳からアイスホッケーを始める。高校は大阪府立三国丘高等学校を卒業し、大学は筑波大学へ入学する。
若林三記夫と共に1995年よりHockey Lab Japanを主催。
父である若林三記夫は日本アイスホッケー連盟50周年表彰の指導者で功労賞を受賞している。

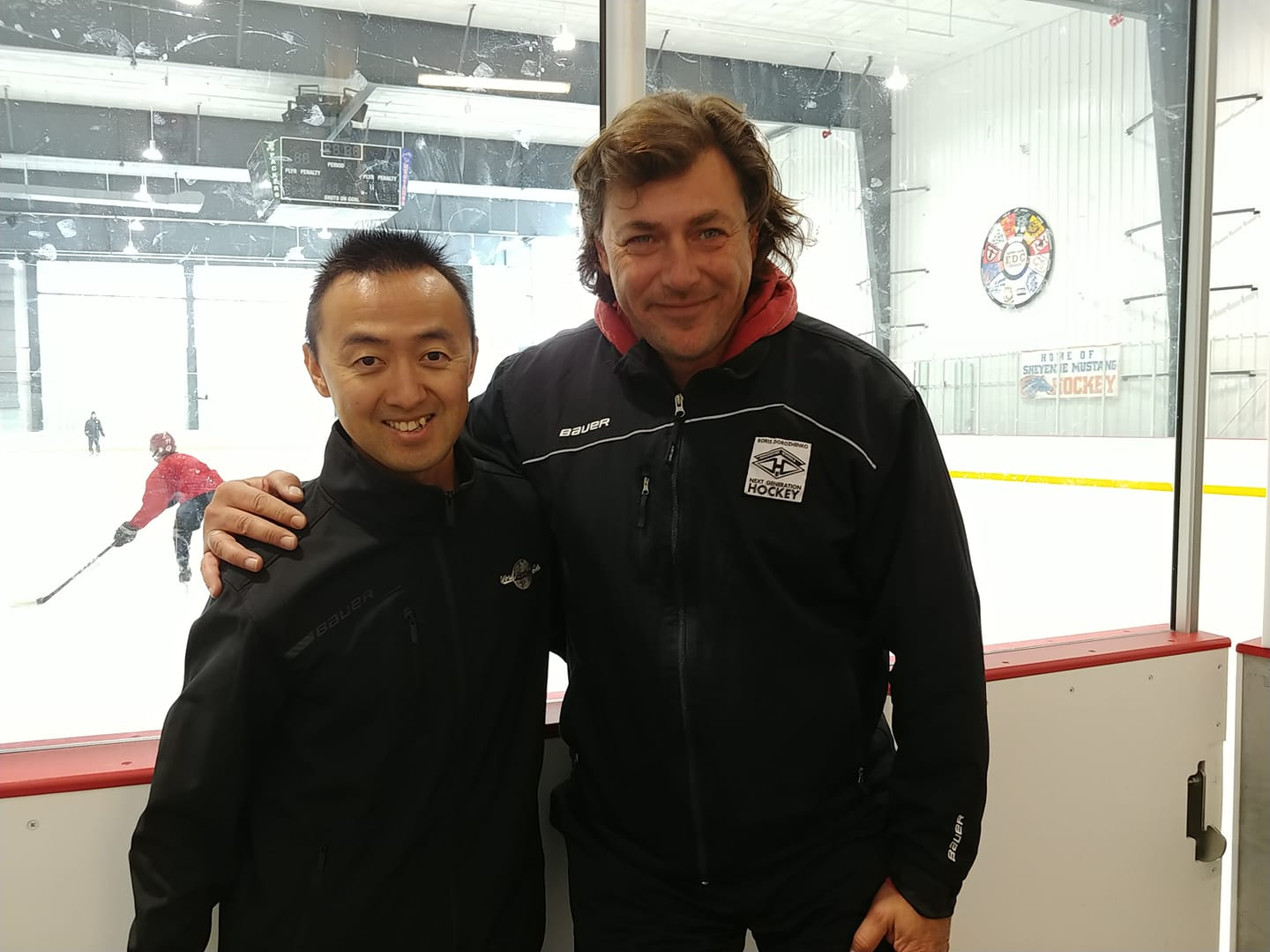
Boris Dorozhenkoと一緒に

アメリカでのシーズンオフには日本へ帰国し、プライベートレッスンやGKクリニックを全国各地で行うが、特に青森県八戸市で行われるWorld Hockey Lab主催のキャンプでは、ボリス・ドロジェンコと一緒に来日し、午前中はボリス・ドロジェンコのスケーティングクリニック、午後は若林弘紀のGKクリニックを実施しており、シーズンオフの風物詩とも言われている。
ちなみに午前のスケーティングクリニックでもスケートリンク上に乗りサポートもしている。
青森県八戸市以外では長野県軽井沢町の軽井沢風越公園アイスアリーナで風越カップや軽井沢サマーキャンプを実施している元コクドの清野勝と軽井沢GKクリニックとして実施されることが多く、スケートリンク上に同時に最高8個のゴールを使ってのGKクリニックは初めて参加する人達には圧巻の景色となっていたが、最近ではデモンストレーションをゴールクリーズを使って実施するので、多くても7個のゴールを使っての指導となる。

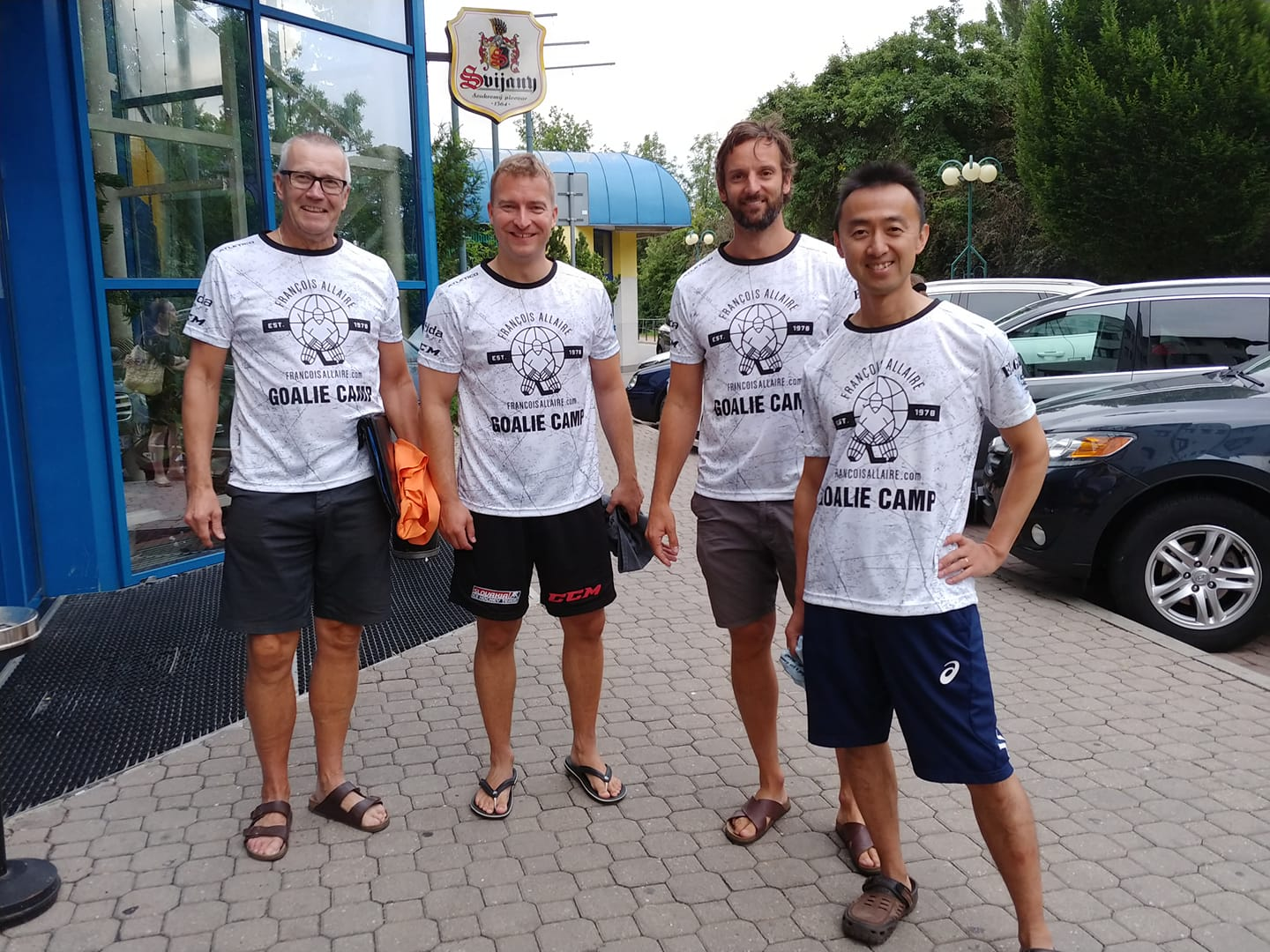
François Allaireと一緒に

### 筑波大学時代
筑波大学大学院体育研究科修了。体育方法学修士。
筑波大学在学中から、NHLのトップGKを輩出していることで有名なフランソワ・アレールや、国際アイスホッケー連盟の殿堂入りも果たしたDave King などからホッケーコーチングを学ぶ。
古河電工アイスホッケー部（現:H.C.栃木日光アイスバックス）GKコンサルタントとして活動。

### 第一次カナダ・アメリカ時代
1997年から1999年までカナダ連邦オンタリオ州のピーターボロー・ミジェットAAAピーツ、AAピーツで日本人として初めてカナダの競技ホッケーを指導。
1999年から2000年までアメリカ合衆国ミネソタ州のSt Mary Universityで日本人として始めてNCAA（D3女子）を指導。

### 帰国後
2001-2003年まで筑波大学男子アイスホッケー部、2004年は慶應義塾大学医学部アイスホッケー部を指導。
その他フリーのプロ・ホッケーコーチとしてホッケークリニックの開催、『アイスホッケー・マガジン』（ベースボール・マガジン社）へのホッケー技術講座の連載等で活動。

### 日光アイスバックス時代
2005年2月アジアリーグ、HC日光アイスバックスのテクニカルコーチに就任。

### 第二次カナダ・アメリカ時代
2006-07はカナダのケベック州にあるHarrington College of Canadaで指導。
2007-はアメリカ合衆国でSan Jose Jr Sharks、PF Chang's等のユースホッケーチームを指導。

### トルコ時代
2012年からは Turkiye Buz Hokeyi Akademisi にてチームやスクールでクリニックを主体とした活動をする。

### 香港時代

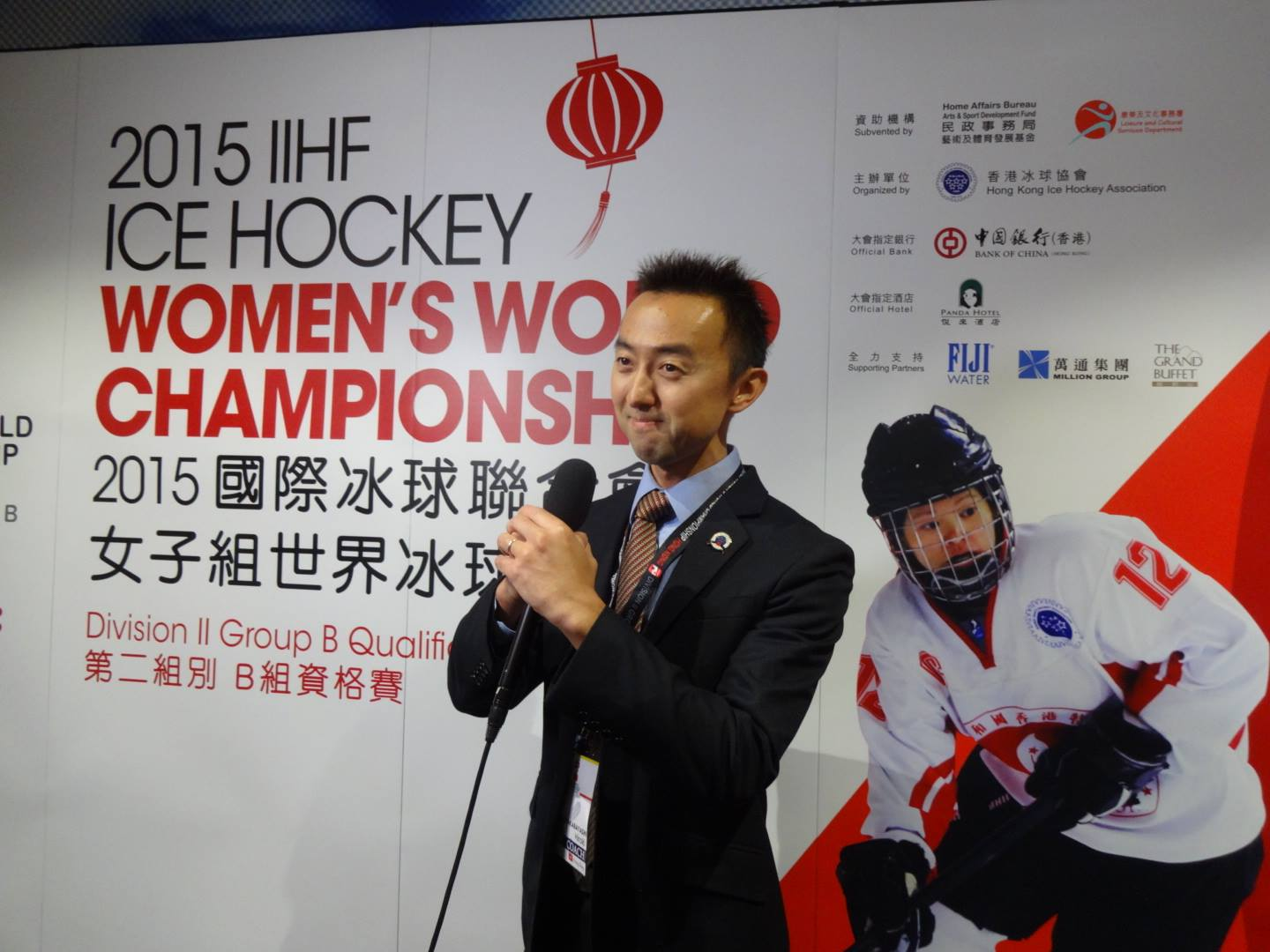
香港代表監督としてのあいさつ

2013-15年、香港女子代表監督および男女ゴールテンディングコーチ、現場でのコーチングの他、香港アイスホッケーアカデミーで青少年のアイスホッケープログラムマネージメントを担当。

### アリゾナ時代
2008年から2012年までもアリゾナに住んでいたが、就労ビザが切れると上述のようにトルコや香港で指導をしていたが、2015年に念願のグリーンカードを取得し、妻と共にアリゾナ州のAhwatukeeに居住する。
NHLドラフトの全体一位指名のオーストン・マシューズを育てたコーチBoris Dorozhenkoのキャンプでゴーリーを指導。
上述にもある、世界的なGKコーチフランソワ・アレールが世界各地で定期的に実施するGKクリニックには必ずと言っていいほどに声がかかり、コーチングスタッフとして参加をする。
2016年にWorld Hockey Labを創設。同時期に、リレハンメルで行われた第2回ユースオリンピック競技大会アイスホッケー、スキルズチャレンジ部門で日本代表監督を務める。

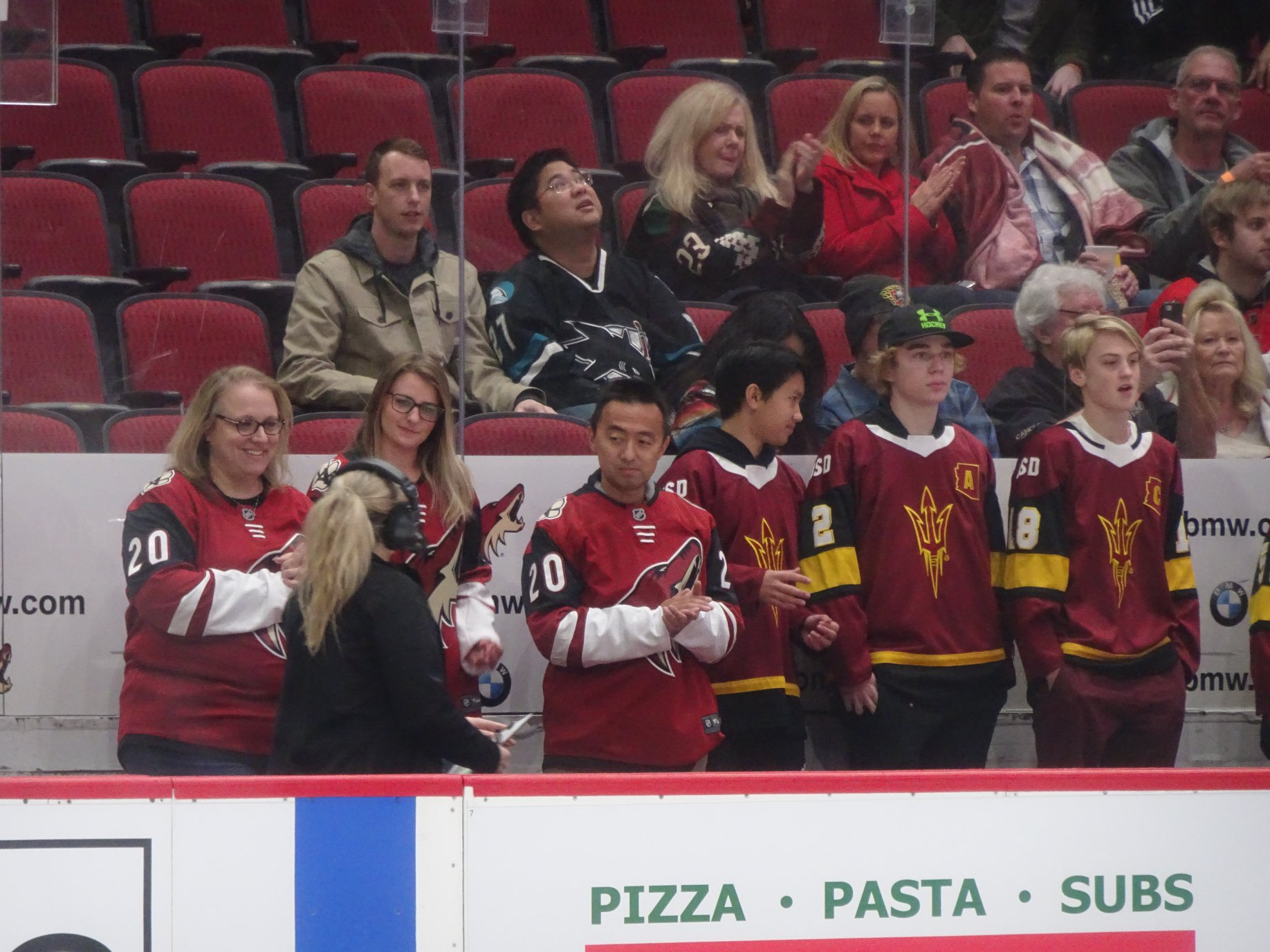
アリゾナのベンチにて

2015年-2017年までアリゾナ・ジュニア・コヨーテズで指導を始める。
2018-21年、アリゾナJrサンデビルズのゴールテンディングディレクターを務める。
順調だったと思われた彼の人生が、2019年に急展開となる。
夏から腰と背中の痛みに悩まされており、Oceanside Arenaにて指導をしていた際に、GKの父親が医師だったのだが、当時の若林の異変に気付き、検査を促して念の為のレントゲン検査を受けてみると、背骨が10か所以上折れているというのが分かった。
更に骨密度検査を受けると、背骨の骨密度が通常男性の50％以下しかないというのが判明し、その後、詳細な血液検査および尿検査を行った結果、レアな血液がんである「多発性骨髄腫」と診断された。
同じ病気に、漫才師の宮川大助・花子の花子、俳優の佐野史郎がいる。
翌年の日本帰国、各地でのキャンプについても既に予定されていたのだが、今後の治療の予定と回復具合次第でどうなるかわからなかったがアメリカでの治療に専念する事となる。
腰が動かないので氷上に立ってるだけだが、持ち前の根性と精神力でコーチは続けるが、あまりにも腰痛が酷い為に腰を曲げてスケート靴に手が届かず紐を締めることが出来ないこともあった。
当時のアリゾナ・コヨーテズは"Hockey Fights Cancer"アンバサダーのLeighton Accardoがガンによって9歳の若さで他界しており、彼が国歌斉唱のためにフル装備で氷上に立ち、式典開幕戦に臨んだ際に使用していたベルクロ・ストラップを備えた彼用のカスタム・スケート靴が開発されていたので、スケート靴の紐を結ぶのがもっと簡単になるかもしれないと考え、コーチングの際にはその靴を履いてスケートリンクに乗っていた。
2020年になり3月から7月にかけて、幹細胞移植が予定されていたがCOVID-19のパンデミックの影響で延期された。
8月になりついに幹細胞移植を受け、2カ月半の自宅待機を経て11月に氷上に復帰した。免疫が非常に低下しているために、どこへ出かける時も一日中マスクをしなければならなかったので、スケートリンク内でもマスクを着用し、氷上でコーチングをする時もマスクを着用していた。
2020年12月、アリゾナ・コヨーテズの公式HPにて応援メッセージが掲載される。
当時の心境で「今ある日常を楽しむこと、そしてこれからも自分に出来ることや、なるべく多くの人と良い関りをして、自分の残せる限りのものを作っていきたいと思う。」と語り、今まで以上に斬新な戦術や指導をし、闘病中だけでなく、回復した現在でも多くの人々に感動と勇気を与えている。
2021年- アリゾナ・カチーナズのゴールテンディングディレクターを務める。
2022年には日本へ帰国し待望のWorld Hockey Lab 主催のクリニックが青森県八戸市で行われ、一緒にボリス・ドロジェンコも来日しスケーティングクリニックも兼ねたホッケーキャンプが実施される。
2023年にUSA Hockeyが新設したゴールテンディングコーチライセンスの最高位であるゴールドクラスにて最初の10人に選ばれる。
2024年にも日本に帰国し、World Hockey Lab 主催のクリニックを青森県八戸市でボリス・ドロジェンコと共に実施、更に日光、東大和、軽井沢でもGKクリニックを実施する。

## 指導者としての特徴
日本、カナダ、アメリカ、トルコ、香港などの多くの国々で、ナショナルチームやプロチーム、学生チーム等を含めた多くの人々に指導をしてきた。
上述だけでなく、初心者や低学年の人達への指導も熱心にしており、香港でプログラムマネージャーとして指揮したアイスホッケー未経験の青少年80人にアイスホッケープログラムを提供するHong Kong Youth Ice Hockey Campaignは、その後2倍以上の規模に発展する。

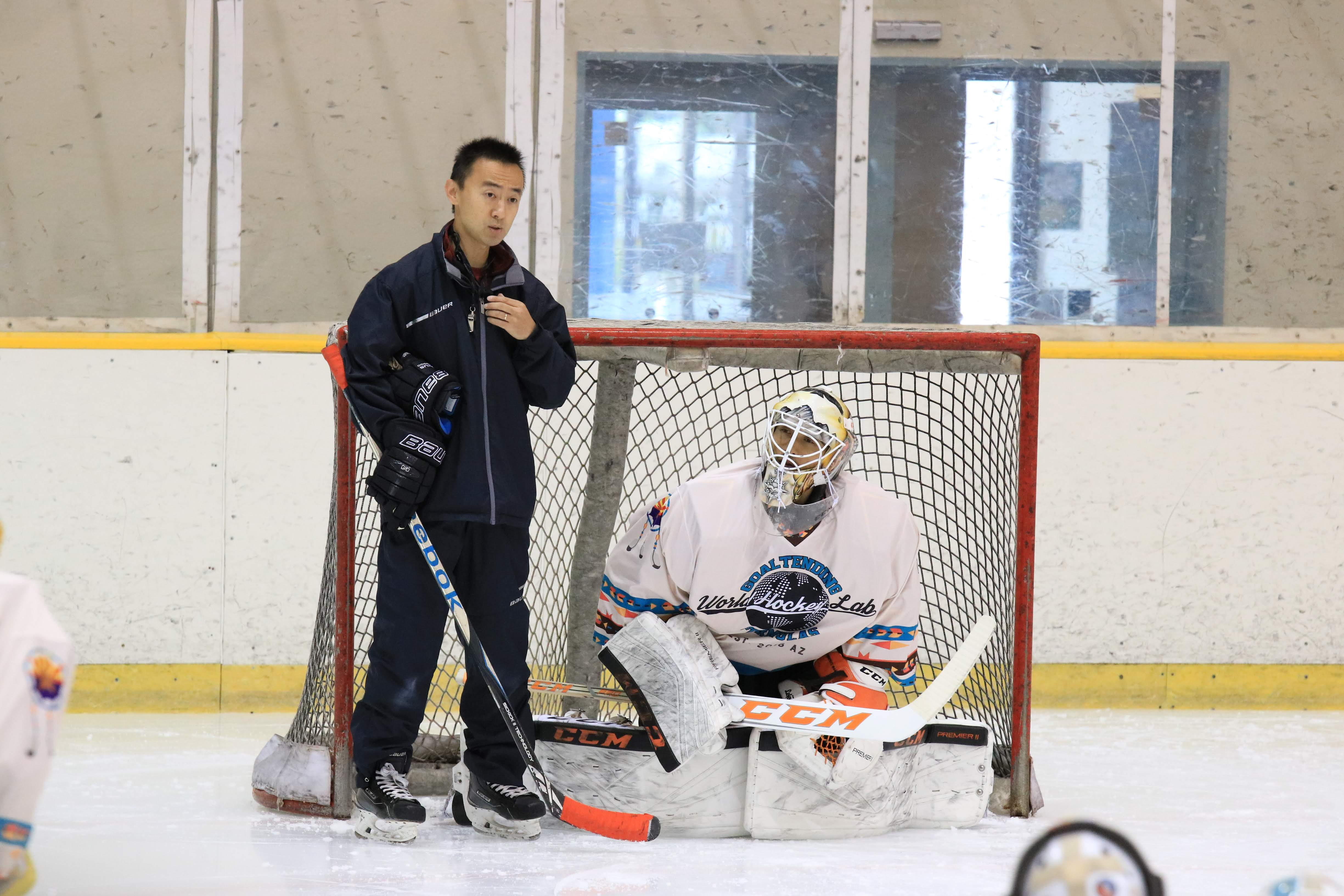
デモGKを使いクリニック参加者へ細かく指導をしている。

アイスホッケーをやる上で大事なこととして「他競技も色々とやること」と話す。アイスホッケーで良い結果が出なくても他競技で才能が開花することもあるということから、他競技をやっている人がアイスホッケーをやる事で才能が開花することもあるという考えからである。実際に元サッカー日本代表の巻誠一郎やアメリカMLBのダルビッシュ有は過去にアイスホッケーをやっており、アイスホッケーをやっていたお陰で色々な事に役立ったと話している。
運動神経や動体視力を養うことは他競技で培うこともあるからという理論から、サッカーで養われるゴール感やポジショニング、バスケットボールはアイスホッケーと同じくドリブルでボールを見ながらすることはなく、「第三の目（動体視力、中枢神経の強化）」でプレーすることが似ていることや、野球でのバッティングがアイスホッケーのシュートと似ていること、野手やキャッチャーのキャッチングはGKのキャッチングや相手心理を読み解くことが役に立つ事もあると考える。文系や芸術を学ぶことに対しても運動系と同じ理論があると考えており、新しいプレーへの発想、戦術や局面での忍耐力を鍛えることにも役立つと考えており、ギターやピアノをすることにより前述のバスケットボールをするのと同じぐらいに指先と脳との中枢神経の訓練になるとも考えている。
日本で行われるGKクリニックでは、同じプレーであっても帰国する度に教える技術が異なったりすることから、選手や父兄から「以前に教えて頂いたこととは違いますが？」という質問が出ることがあったが、これは昨今のアイスホッケーではルール変更が非常に多く、特にGKに対するルール変更やスケートリンクのGKクリーズラインの変更、ブルーラインの変更（アタッキングゾーン広さの変更）から、アメリカやカナダでも日に日にGK技術は変わっているから違うのであって、自分が一年ぶりに帰国した際の日本のGKの技術が違うのは当たり前であると説明する。
少ない時間でも如何に効率よく指導できるかを考えたドリルを様々考案しているが、日本に帰国した際のクリニックでは、フィギュアスケートとの共存使用のスケートリンク事情によりスケートリンクの使用時間が制限されているので、初心者や低学年のGKに関しては出来るだけ密に多くの時間を使って細かく指導をしてあげたいという思いがあるのだが、限られた時間しかないので細かい指導ができないことを歯痒く思っている。

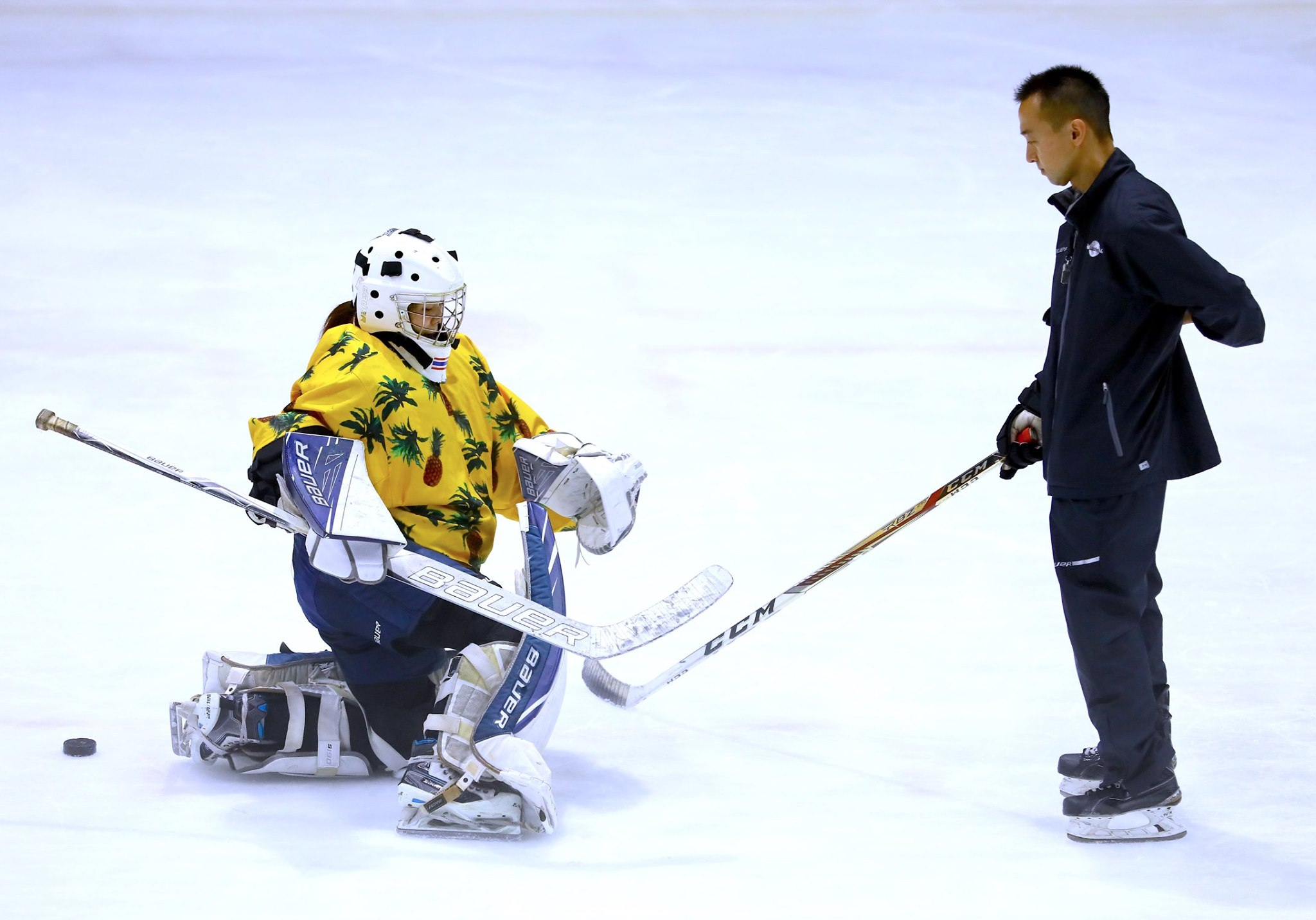
GKへの指導

アルティメット無差別級の一発勝負トーナメントに疑問を呈している。日本のアイスホッケー界では東高西低の実力差が如実に表れており、それが高校生大学生レベルになってくると10：0や酷い場合は20：0の大差で試合が終わることもあるので、プレイヤーでもGKでも2番手以降が使われず、彼らが試合で成長する仕組みが少ないので、大器晩成型の選手が大成することなく選手生命を終わることもあると提言している。更に監督やコーチも、いかに限られた選手をどのタイミングで？どのように使うか？という戦略を勉強しないまま試合を戦うことになるので、最終的には上手い選手を出せば勝てるという作戦に行きついてしまい、それでは到底戦略とは言えないので、最終的に勝てたのは監督やコーチが場面場面で良い指導や戦略を立てたのではなく、良い選手を集めたからではないかとも考えている。
上記のような、合理性に欠ける競技会の仕組みや選手育成を見直すために、「選手、オフィシャル、競技会、資金等の競技資源を有効に配分する仕組みとして『競技構造』という概念を提案し、研究と普及に努めている。例えば、レベル分けされたリーグ戦を中心としたJリーグと、無差別級一発勝負型トーナメントを頂点とする甲子園型の大会と中心としたスポーツは、まったく異なる競技構造を持つと言える。
このことについては、元バレーボール女子代表の大山加奈も共感し賛同している。
アイスホッケーでの各地方での社会人トップリーグ以外はノンチェックにすべきと唱える。社会人レベルでのフルコンタクトは非常に危険で事と場合によっては重大な事故が起こり、選手の後遺障害や生命に関わる問題だと提起している。チェッキングをするその人の資質に関してもだが、その前に安全なルールが整備されてないことが問題なのでフルコンタクトで怪我させても、よほど悪質でない限りルール違反だったと言えないので結局はルールで定めるしかないとも語る。これは安全に楽しめる環境を作ってこなかったアイスホッケー業界全体の構造的問題で、フルコンタクトなんていうのはアイスホッケーのプロの一部で良いと語る。
スポーツ界だけでなく、企業からも講演依頼を受ける事があり、プロのスポーツコーチから学ぶ組織のマネジメントを経営者だけでなく、リーダーシップを学んでもらう為に管理職や一般職員にまでビデオ会議を使って講義することがある。

## 人物
- 海外での愛称「ヘローキィ」は自己紹介の際に「ヒロキだよ」と話したが、海外の方は発音が難しいのか何度話しても「ヘローキィ！ ノープロブレム！！」と間違えたことから「まぁ、いいか」と妥協して付いたニックネームらしい。[34]
- 趣味としてギターの弾き語りがあるが、熱唱している姿をSNSに載せたりすることがある。
- シフォンケーキを器から綺麗に取り出すことに生き甲斐を感じている。
- ホッケーの指導になると、切れ味のある指導がたまに父兄からは「毒舌」と間違えて捉えられることがある。それに対して「それは違う、正しい事をはっきりと伝えているだけ」とスタッフが話しても納得されない場合は「フグ好きですか？ フグは毒があっても美味しいでしょ？」と諭すと納得されることが多いらしい。
- 軽井沢で行われたGKクリニックにて、春名真仁と井上光明が指導側[35]ではなく自費参加の一般で来た際に、それではデモンストレーターがやりにくいだろうと一部のドリルを「一般参加の春名さんにやってもらいます」と爆笑を誘った事があった。
- 日本語、英語、スペイン語、関西弁（親しい知人限定）のクァドリンガル（Quadrilingual）である。
- 現在の身長は160cm強であるが、多発性骨髄腫によって背骨が10箇所以上圧迫骨折してしまっての後遺症であり、それまでは170cmあった。
- 多発性骨髄腫の治療中には後遺症により頭髪が抜けたが、持ち前の明るさから漫画の『ワンパンマン』に似ていると周りを笑わせ、回復した昨今では伸びた頭髪が天然パーマになったのを楽しむのに「聖子ちゃんカット」風にしたりとヘアメイクを楽しんでいる。
- 大阪名物のソウルフード「かすうどん」が大好物で、大阪の知人にお土産を頼む際にも「かすうどんお願いします」が大体一言目に出る。
- 彼が指導をし、影響を受けてきたプロ選手は何故か同じく「かすうどん」が好きになることが多いのだが、特に「かすうどん」を食べたから集中力が高まり、プレーが上手くなることはない。
- アメリカIowa Heartlandersにてプレーをする三浦優希を大学生の時に軽井沢風越公園アリーナで行われたGKクリニックのシューターとして招聘した際に、彼がシューターなのにも関わらずスティックを忘れてくるという珍事件が起こり、「彼は一体何をしに来たんだ？」と皆を笑いで和ませた。その翌年もシューターとして招聘したが、今度は絶対に忘れないようにと自宅にあるスティックを全部持ってきており、それを見て「彼は絶対に大物になる」と発言したが、実際にNHLに近い男として2024年現在も活動中である。
- 日本の漫画家、野田サトルの作品『スピナマラダ!』『ドッグスレッド』に登場するキャラクターの名前でも同姓同名の人物が出演しているが、これは実際にアイスホッケー技術・戦術監修したところから出演しているらしい。[34]
- オフシーズンには日本へ帰国し、八戸市、軽井沢町、上越市、日光市[36]、苫小牧市等各地でGKクリニックやホッケーコンサルティング、プロ選手への個人レッスンも行っている。[37]

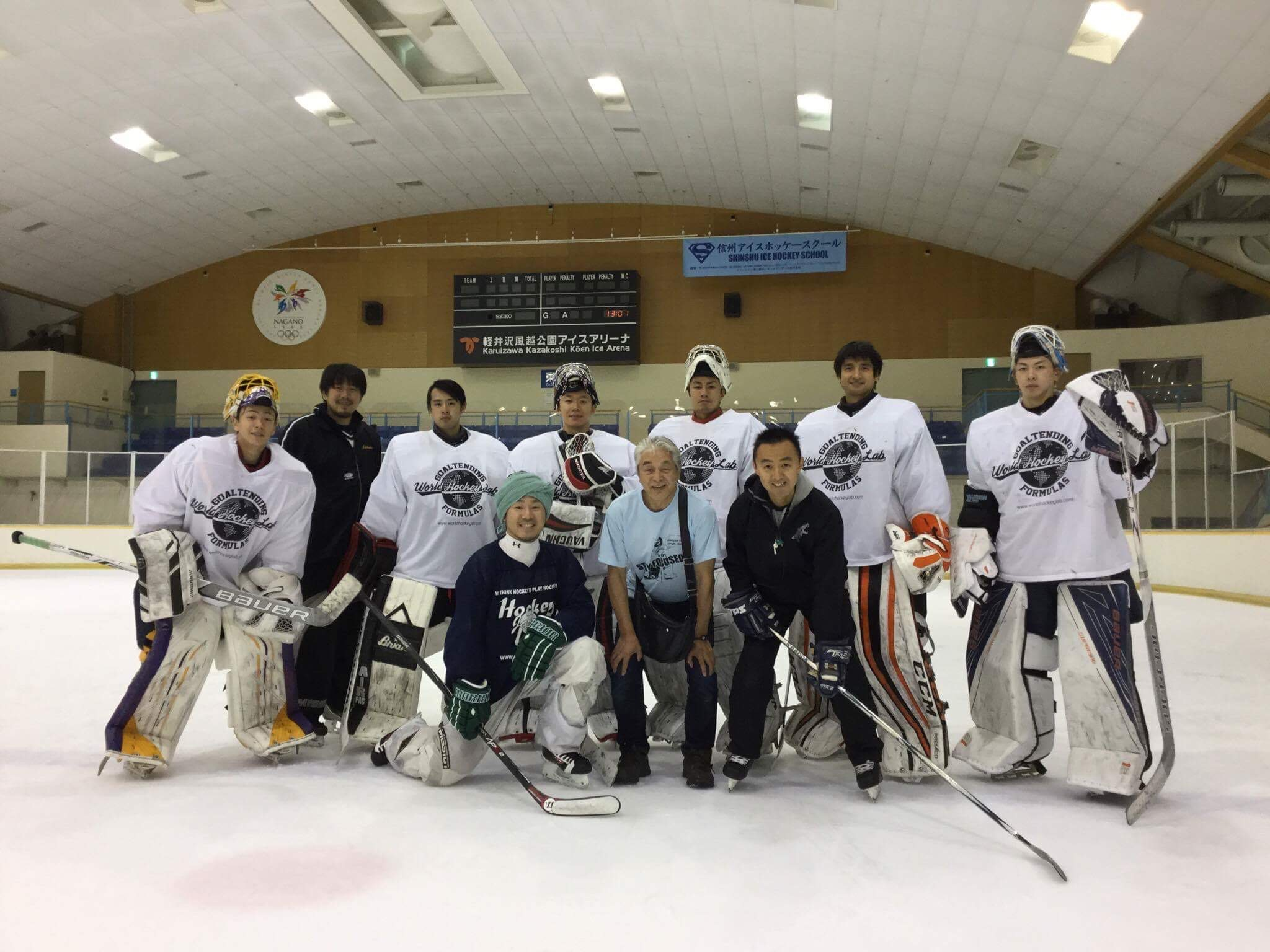
磯部裕次郎、井上光明、古川駿、福藤豊、伊藤崇之他が参加したGKクリニックにて

## 影響を受けたGK
男性
- 福藤豊（H.C.栃木日光アイスバックス、元ロサンゼルス・キングス）
- 春名真仁（元H.C.栃木日光アイスバックス、元王子イーグルス）
- 橋本三千雄（東北フリーブレイズ）
- 井上光明（レッドイーグルス北海道）
- 畑享和（東北フリーブレイズ）
- 小野航平（横浜GRITS）
- 小野田拓人（レッドイーグルス北海道）
- 伊藤崇之（東北フリーブレイズ）
- 古川駿（横浜GRITS）
- 磯部裕次郎（北海道ワイルズ）
- 龍 翔太郎（元H.C.栃木日光アイスバックス）
- 人見 峻（元東北フリーブレイズ）
- レオ・ポドルスキー（元東北フリーブレイズ）
- 青木 輝成（元日光アイスバックス)
- 鈴木 翔也（元インラインホッケー日本代表）

女性
- 藤本那菜 （元ニューヨーク・リベターズ）
- 桐渕絵理  (元アイスホッケー女子日本代表)

## 影響を受けたプレイヤー
- 高橋一馬　（元日光神戸アイスバックス）
- 小林智紀　（元日光アイスバックス、元コクド)
- 村井忠寛　（元日光アイスバックス)
- 小平憲彦　（元日光アイスバックス)
- 衣笠伸正　（元日光アイスバックス)
- 大町典聖　（元日光アイスバックス)
- 三浦優希　（Iowa Heartlanders）
- 伊藤俊之　（H.C.栃木日光アイスバックス）